# Appius Claudius Pulcher (consul suffect)
Appius Claudius Pulcher était un homme politique de l'Empire romain.

## Vie
Appius Claudius Pulcher est le fils d'Appius ou de Publius Claudius Pulcher, et le petit-fils paternel de Publius Claudius Pulcher.
Il était consul suffect dans une année inconnue.
Appius Claudius Martialis Silvius Iunius Silvinus, légat de Thrace en 166/9 est probablement son fils. De plus, il est peut être le père (ou le grand-père) de (Clodia?) Casta Pulchra, épouse de Marcus Pupienus Maximus, apparenté à l'empereur Maxime Pupien.